# Михаил Александрович Чехов
Михаил Александрович Чехов е руски и американски драматичен актьор, театрален педагог, режисьор, театрален критик и писател на произведения в жанра мемоари и документалистика. Племенник е на писателя Антон Чехов, син е на публициста и писател Александър Чехов. Автор е на известната книга „За техниката на актьора“.

## Биография и творчество
Михаил Александрович Чехов е роден на 29 август 1891 г. в Санкт Петербург, Руска империя. През 1907 г. постъпва в театралното училище на Петербургския малий театър, където негови ментори са Борис Глаголин и Владимир Сладкопевцев. През 1912 г. е поканен от Константин Станиславски в Московския художествен театър и е зачислен към негов филиал. След година започва да играе в Първо студио на театъра под ръководството на Сулержицки и Вахтангов.
През 1921 г. играе ролята на Хлестаков в известната постановка на „Ревизор“ под режисурата на Станиславски и Немирович-Данченко. В историята на руския театър се счита, че той е един от най-добрите създатели на този образ. През 1922 г. става ръководител на Първо студио, което през 1924 г. е преобразувано във Втори московски художествен театър.
От 1918 г. създава собствено студио, където се занимава с изследвания на актьорската психотехника под силното влияние на антропософските учени Рудолф Щайнер и Андрей Бели. Той счита антропософията за източник на духовно прераждане и в същото време начин за развитие на актьорско майсторство. Нарича срещата с нея „най-щастливият период в живота ми“. Преработва за сцената творбата на Лев Толстой „Приказка за Иванушка глупака“.
В периода 1922 – 1923 г. участва в турне на театъра в Съединените щати, където е аплодиран от критиката.
През 1928 г., не приемайки всички революционни промени, решава да не се връща от турнето в Германия. През 1929 – 1930 г. участва в три филма, работи в театъра на Макс Рейнхард. През 1930 г. опитва да организира театър в Чехословакия, но след като получава отказ за субсидии, се премества в Париж. Той се изявява на сцената на драматичните театри на Берлин, Виена, Париж, и Лондон.
През 1932 г. той първо открива свое театрално студио в Рига, в което започва да преподава на майсторски класове, чиято техника и стратегия впоследствие са изложени в книгата „За техниката на актьора“. Работи като режисьор и актьор в театрите на Рига, Сигулда и Каунас. След преврата в Латвия през 1934 г. напуска Рига. През 1936 г. отваря ателието си в зала „Дарингтън“ в Лондон.
От 1939 г. живее в САЩ, създава актьорската си школа „Actors Laboratory“ (Актьорска лаборатория) в Кънектикът, която става много популярна и известна сред актьорите. Сред учениците му са Ингрид Бергман, Грегъри Пек, Антъни Куин, Джак Паланс и Мерилин Монро.
Снима се във филми, и по-специално във филма „Омагьосан“ (с режисьор Алфред Хичкок), за ролята си, в която е номиниран за „Оскар“ в категорията „Най-добър поддържащ актьор“ през 1946 г.
През 1946 г. става член на Академията за киноизкуство и науки. В последните години от живота си се занимава основно с преподаване.
В Русия „системата на Станиславски“ се счита за общоприетото актьорско обучение, което много действащи учители вземат за основа. Преподаването на Чехов като интегрирана система е приветствано от по-малко театрални работилници, но всеки актьор е свободен да избере подхода, който е по-близо до него. Школите в Чехов и Станиславски до голяма степен са сходни, но те са коренно различни в подхода си за поставяне на актьора в предложените обстоятелства.
Михаил Александрович Чехов умира на 30 септември 1955 г. в Бевърли Хилс.

## Филмография

### В Русия
- Трёхсотлетие царствования дома Романовых,1613 – 1913 (1913)
- Когда звучат струны сердца (1914)
- Хирургия (1914)
- Сверчок на печи (1915)
- Шкаф с сюрпризом (1915)
- Любви сюрпризы тщетные (1916)
- Человек из ресторана (1927)

### В Германия
- Phantome des Glücks (1929)
- Der Narr seiner Liebe (1929)
- Troika (1930)

### В САЩ
- Song of Russia (1944)
- In Our Time (1944)
- Омагьосаният, Spellbound (1945)
- Cross My Heart (1946)
- Specter of the Rose (1946)
- Abie’s Irish Rose (1946)
- Texas, Brooklyn and Heaven (1948)
- Invitation (1952)
- Holiday for Sinners (1952)
- Rhapsody (1954)

## Произведения
- Путь актёра ()
- О технике актёра ()
- Воспоминания ()